# Backen, Krokoms kommun
Backen är en by i Ås socken i Krokoms kommun i Jämtlands län. Omkring 10 km norr om Östersund och 2 km nordöst om Ås kyrka. Backen skrevs förr i tiden på olika sätt; Back, Bache, Backe, Bachen och Backen. Byn omtalas första gången 1373.
Backen är en av de första omnämnda byarna tillsammans med grannbyarna Landsom och Dille i Storsjöbygden.
Bygden är känd för sina bördiga jordbruksmarker och är en av de främsta mjölkproducenterna i Jämtland.
Bebyggelsen är gles med stora bondgårdar med ståtliga och påkostade mangårdsbyggnader i traditionell stil. Riksintresse för kulturmiljövården finns för byn och dess byggnader.